# Пестриковский сельский округ (Московская область)
Пестриковский сельский округ — упразднённая административно-территориальная единица, существовавшая на территории Коломенского района Московской области в 1994—2006 годах.
Пестриковский сельсовет был образован в первые годы советской власти. По данным 1922 года он входил в состав Парфентьевской волости Коломенского уезда Московской губернии.
В 1926 году Пестриковский с/с включал 1 населённый пункт — деревню Пестриково.
В 1929 году Пестриковский с/с был отнесён к Коломенскому району Коломенского округа Московской области.
17 июля 1939 года Пестриковский с/с был упразднён, а его территория (селение Пестриково) было передано в Коробчеевский сельсовет.
14 июня 1954 года Пестриковский с/с был восстановлен путём объединения Коробчеевского и Парфентьевского с/с.
31 июля 1959 года из Маливского с/с в Пестриковский были переданы селения Мостищи, Октябрьское и Троицкие Озёрки.
1 февраля 1963 года Колменский район был упразднён и Пестриковский с/с вошёл в Коломенский сельский район. 11 января 1965 года Пестриковский с/с был возвращён в восстановленный Коломенский район.
3 февраля 1994 года Пестриковский с/с был преобразован в Пестриковский сельский округ.
7 октября 2002 года в Пестриковском с/о посёлок совхоза «Сергиевский» был переименован в посёлок Сергиевский.
23 сентября 2003 года из Пестриковского с/о в Макшеевский были переданы деревня Мостищи и сёла Октябрьское и Троицкие Озёрки.
В ходе муниципальной реформы 2004—2005 годов Пестриковский сельский округ прекратил своё существование как муниципальная единица. При этом все его населённые пункты были переданы в сельское поселение Пестриковское.
29 ноября 2006 года Пестриковский сельский округ исключён из учётных данных административно-территориальных и территориальных единиц Московской области.